# Рзнич
Рзнич (серб. Рзнић, Rznić; алб. Irzniq) — село в общине Дечани в исторической области Метохия. С 2008 года находится под контролем частично признанной Республики Косово.

## Административная принадлежность
| Сербская позиция                                                                 | Албанская позиция                                            |
| -------------------------------------------------------------------------------- | ------------------------------------------------------------ |
| входит в общину Дечани Печского округа автономного края Косово и Метохия, Сербия | входит в общину Дечани Джяковицкого округа Республики Косово |

## История
В Дечанском хрисовуле 1380 года упомянуто под названием Рзничи; тогда в селе было 38 сербских домов. В 1485 году упоминается под названием Ирзиничи, было 20 сербских дворов. Сельская мечеть была построена из материалов разрушенной церкви Святых Сергия и Вакха, упомянутой во второй половине XIX века.
7 июня 1999 года авиация НАТО подвергла бомбардировке казармы югославской армии, располагавшиеся к северу от села.

## Население
Согласно переписи населения 1981 года в селе проживал 1431 человек: 1416 албанцев, 12 черногорцев, 1 серб и 1 мусульманин.
Согласно переписи населения 2011 года в селе проживало 1739 человек: 868 мужчин и 871 женщина; 1725 албанцев, 5 ашкали и 9 лиц неизвестной национальности.
| Численность населения | Численность населения | Численность населения | Численность населения | Численность населения | Численность населения | Численность населения |
| 1948                  | 1953                  | 1961                  | 1971                  | 1981                  | 1991                  | 2011                  |
| --------------------- | --------------------- | --------------------- | --------------------- | --------------------- | --------------------- | --------------------- |
| 646                   | 709                   | 887                   | 1021                  | 1431                  | 1779                  | 1739                  |

## Достопримечательности
В селе находится иллирийский курган и башня Мехмета Дервиша Чекая.

## Известные уроженцы
- Оливер Иванович — сербский косовский политик и экономист, лидер партии «Свобода, демократия, справедливость».